# 奇声ラッシュ
奇声ラッシュ（きせいラッシュ）は、fm fukuoka公式Podcast番組。2008年05月01日～毎週月、水、金曜更新。

## 出演者
パーソナリティー
- 西川さとり
- 稲葉中(いなばあたる)

## 内容 その他エピソード
- 西川さとりの局アナらしからぬ発言と稲葉中のどんな話も笑いに変えるセンスが見事にバランスした、おバカトーク番組。
- fm fukuokaの深夜番組「フローネV.I.P.」の終了後、編成制作事業部の浅原プロデューサーの勧めで始めることとなった。（ジングルは浅原プロデューサー制作）
- 西川は業務時間外、稲葉はノーギャラで あくまで趣味の番組としている。
- 3パート構成となっており、おもに1,2パートがパーソナリティーの雑談、アーティストの新曲及びライブ情報、3パートがリスナーの投稿紹介となっている。
- 投稿は奇声ラッシュのブログ内 投稿フォームおよびGmailで受け付けている。
- 稲葉中の選曲ディレクターとしての職業を生かし、注目しているアーティストの情報は紹介するが、楽曲使用料の関係があり番組内で楽曲をかけたくてもかけられない問題をかかえている。
- 2008年8月29日エフエム福岡の深夜番組「ちんさや」に出演し、新たなファン層の拡大に成功した。
- 旧社屋時代は特に収録スタジオを持たず、局内の空き部屋、資料室、倉庫の片隅でゲリラ的に録音しており、事務椅子の軋む音や緊急車両のサイレンなどBGMとしてはいっていた。(旧社屋の最後の収録は社長室で社長の椅子で行った。)新社屋では収録場所をハミングバードスタジオ隣アナウンサーブースに移し、快適に収録しているが 外への遮音性に難があり大笑いが周りに聞こえてしまっている。
- 第84回（2009年12月14日～2009年12月18日）の間に「番外編」としてのパートが初めて更新された。また、この回は同時に初めてゲストにアーティストを迎えた回でもあり、トークに参加するアーティストと西川のスケジュールが合わなかったため、2パートにわたって稲葉とアーティストの2人のみで収録された。（冒頭、エンディングのみ西川も参加した。）
- 西川、稲葉両名とも、『カフェでコーヒーを飲みながらMacBook Airを扱う人』を毛嫌いする傾向にある。